# Statuia „Bucovina înaripată” din Suceava

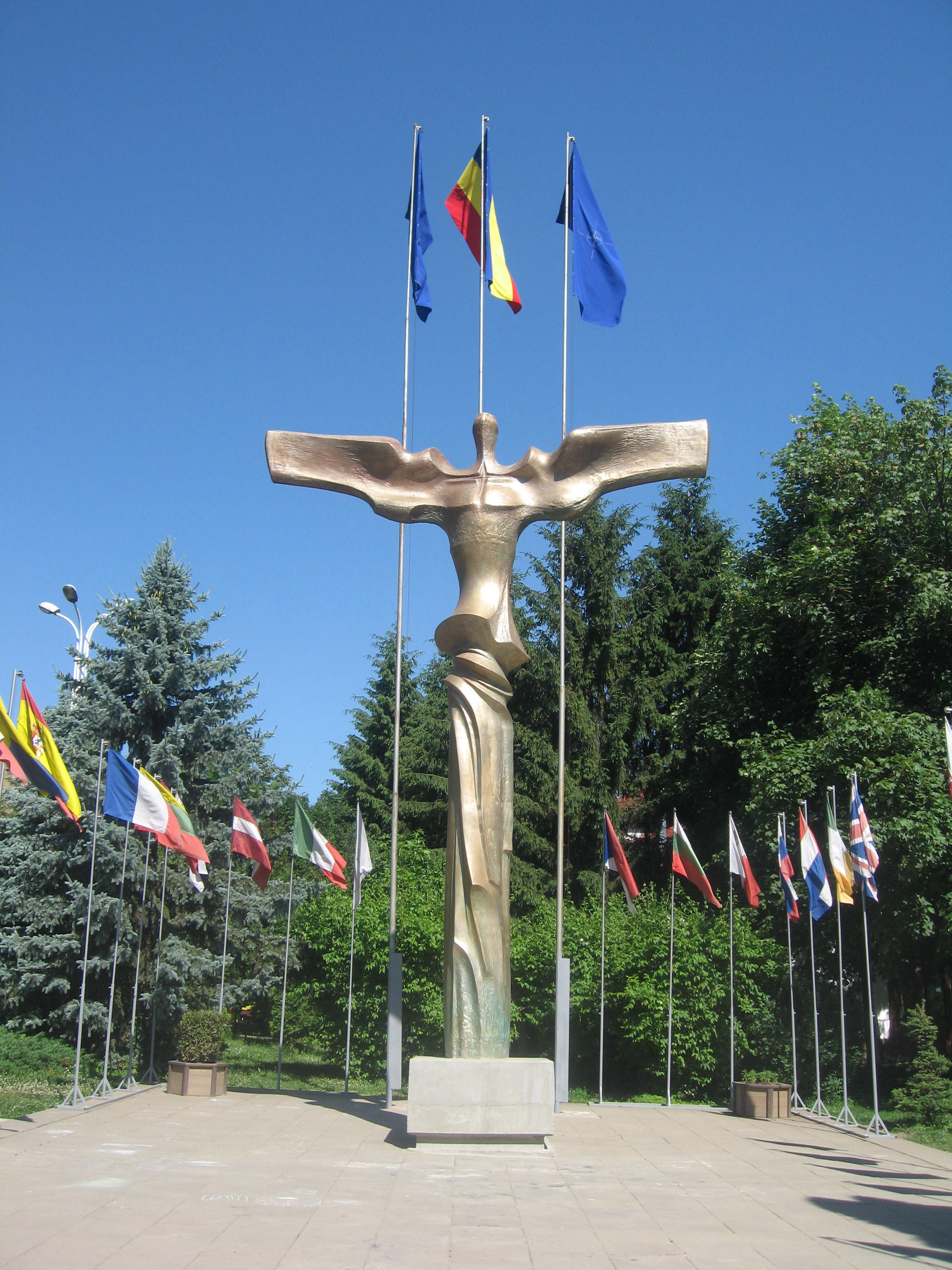
Statuia „Bucovina înaripată” din Suceava

Statuia „Bucovina înaripată” din Suceava (cunoscută și ca Monumentul eroilor și martirilor Bucovinei) este un monument din fibră de sticlă realizat de către sculptorul Mircea Dăneasa și dezvelit în anul 2009 în municipiul Suceava. Statuia este amplasată în Parcul Drapelelor de lângă Palatul Administrativ, pe strada Ștefan cel Mare, în centrul orașului.

## Istoric
În anul 2007, Primăria Municipiului Suceava a luat inițiativa de a amplasa în localitate un monument al eroilor și martirilor Bucovinei, unde să fie depuse coroane de flori cu prilejul sărbătorilor naționale. Până atunci, locul de comemorare a eroilor era la Monumentul eroilor căzuți în anii 1916–1918 și 1941–1945 din Cimitirul Pacea, aflat pe platoul Cetății de Scaun.
În același an, s-a organizat un concurs de proiecte, câștigător fiind desemnat sculptorul Mircea Dăneasa. Inițial, primarul a dorit ca statuia să fie înălțată în locul statuii lui Petru al II-lea Mușat din Piața 22 Decembrie, iar aceasta să fie mutată în curtea Colegiului Tehnic care poartă numele domnitorului (fostul Liceu Industrial nr. 2). În urma protestelor oamenilor de cultură, locația monumentului a fost schimbată.
Statuia intitulată „Bucovina înaripată” a fost amplasată la 26 mai 2009 pe un soclu în Piața 22 Decembrie, vizavi de Casa de Cultură, cu ajutorul unei macarale, sub supravegherea primarului Ion Lungu și a viceprimarului Viorel Seredenciuc.
Monumentul a fost inaugurat la data de 28 mai 2009, de Ziua Eroilor României. În acea zi, la ora 12.00, timp de trei minute s-au tras clopotele la toate bisericile din oraș în cinstea eroilor români căzuți la datorie pe câmpurile de luptă. Statuia a fost dezvelită de către primarul municipiului Suceava, Ion Lungu, și de președintele Consiliului Județean, Gheorghe Flutur. După dezvelirea monumentului eroilor, un sobor de 13 preoți de la parohiile din municipiul Suceava a oficiat un ceremonial religios pentru sfințirea statuii și pomenirea eroilor. Tot atunci a avut loc un ceremonial militar de defilare a detașamentelor de onoare ale Inspectoratului pentru Situații de Urgență „Bucovina” Suceava, Inspectoratului de Jandarmi Județean Suceava, Școlii de Subofițeri de Jandarmi din Fălticeni și Colegiului Militar Liceal „Ștefan cel Mare” din Câmpulung Moldovenesc.
Ca urmare a faptului că în Piața 22 Decembrie a început să se amenajeze la începutul lunii noiembrie 2010 o întinsă parcare subterană, statuia „Bucovina înaripată” a fost mutată la 9 decembrie 2010 în Piața Uniunii Europene (Piața Drapelelor) din apropierea Palatului Administrativ. Acțiunea de mutare a monumentului a durat trei ore; la ea au participat zece angajați ai Domeniului Public din cadrul Primăriei Suceava, fiind prezent și sculptorul Mircea Dăneasa. Acesta a spus că nu a avut emoții la mutarea statuii, aceasta fiind foarte bine lucrată. Statuia a rămas în Parcul Drapelelor și după finalizarea lucrărilor la parcarea subterană din piața centrală. Monumentul este poziționat în centrul unui mic platou, încadrat pe trei laturi de steagurile celor 27 de țări membre ale Uniunii Europene.

## Descriere
Monumentul are 8,5 metri înălțime și aproximativ 550 de kilograme și a fost realizat din rășină polimerică fixată pe textură din fibră de sticlă, patinat în bronz nobil polizat. Ea este compusă din două corpuri distincte, unite la mijloc. După cum a declarat sculptorul, statuia „se referă la martirii din nordul și sudul Bucovinei care dorm acum sub zăpezile din Siberia, necunoscuți, neștiuți și cvasi-uitați”.
Statuia reprezintă o siluetă înaripată care îmbină simbolismul crucii cu cel al zborului sugerând, prin brațele care se transformă în aripi, speranță și înălțare spre cer.

## Imagini

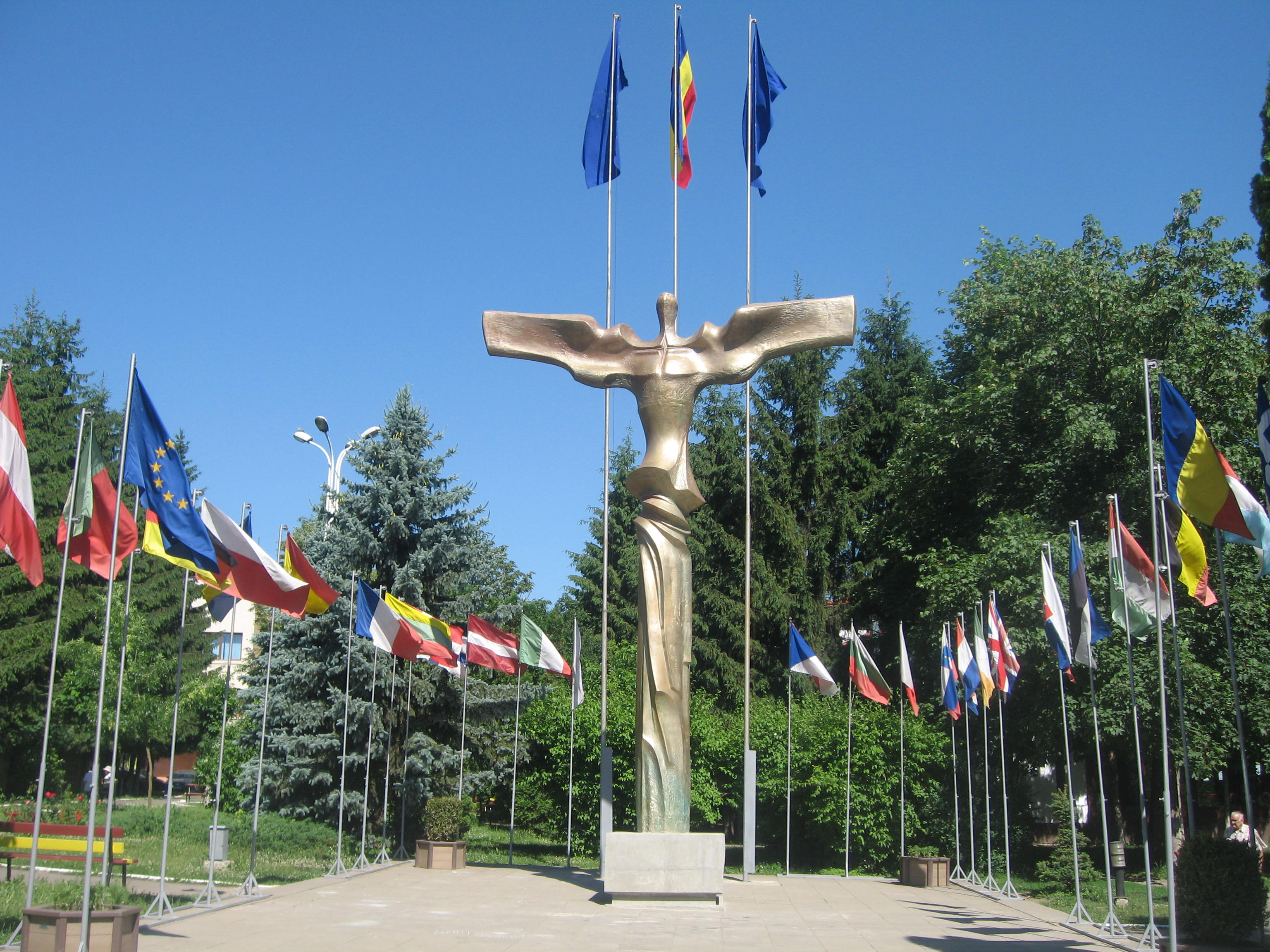
Statuia „Bucovina înaripată” (în Parcul Drapelelor)
Statuia „Bucovina înaripată” (în Piața 22 Decembrie)
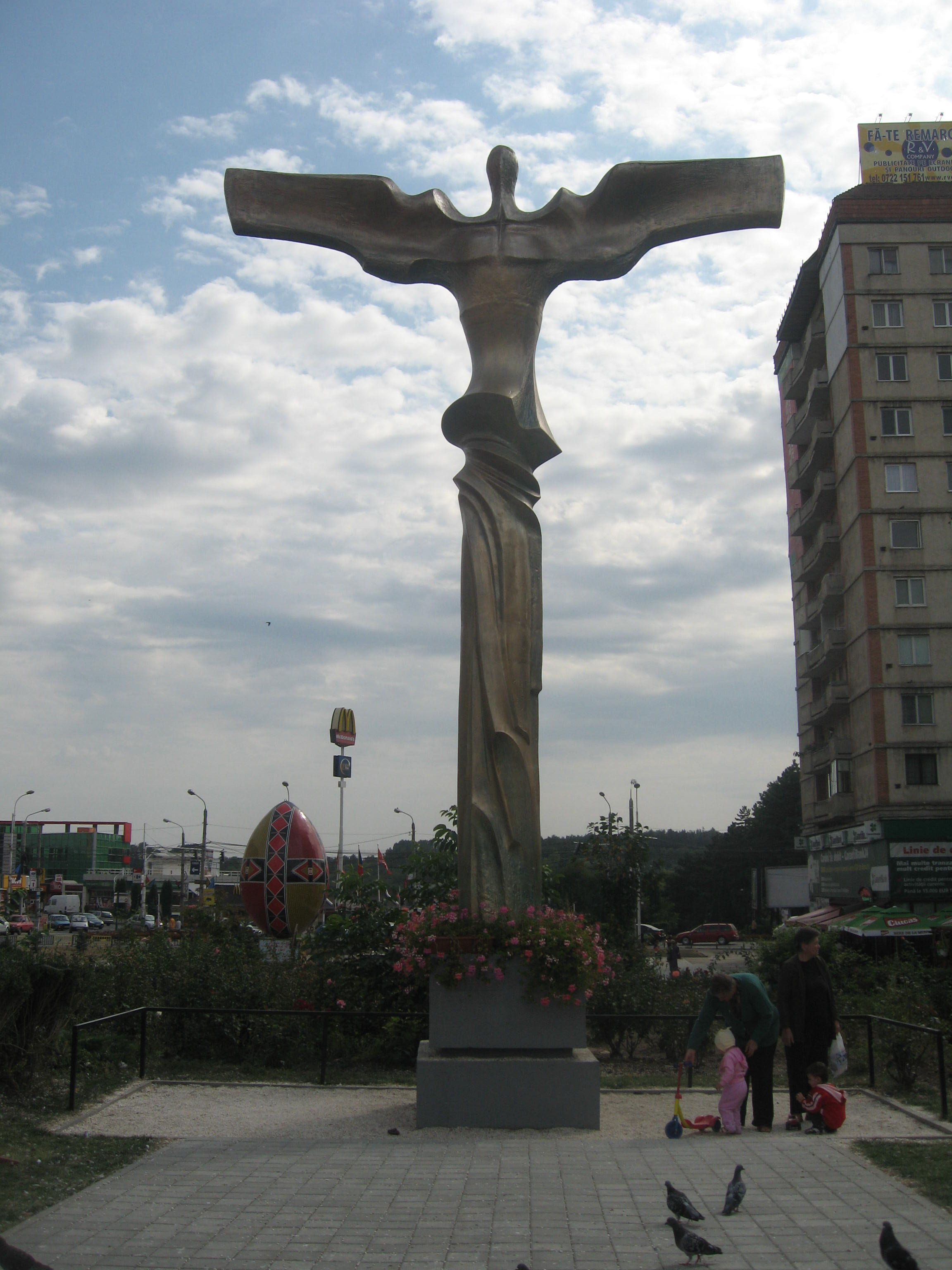
Statuia „Bucovina înaripată” (în Piața 22 Decembrie)
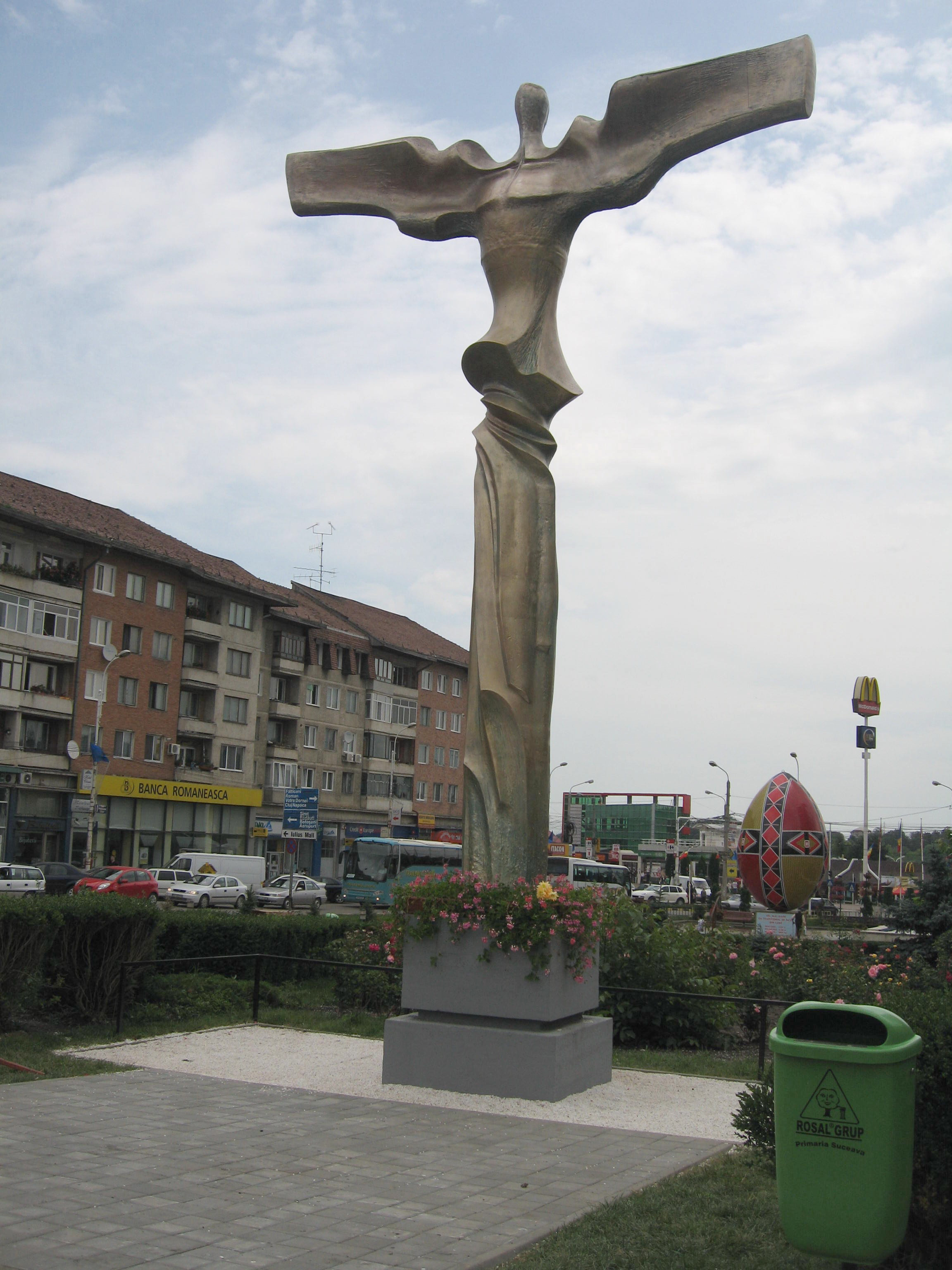
Statuia „Bucovina înaripată” (în Piața 22 Decembrie)
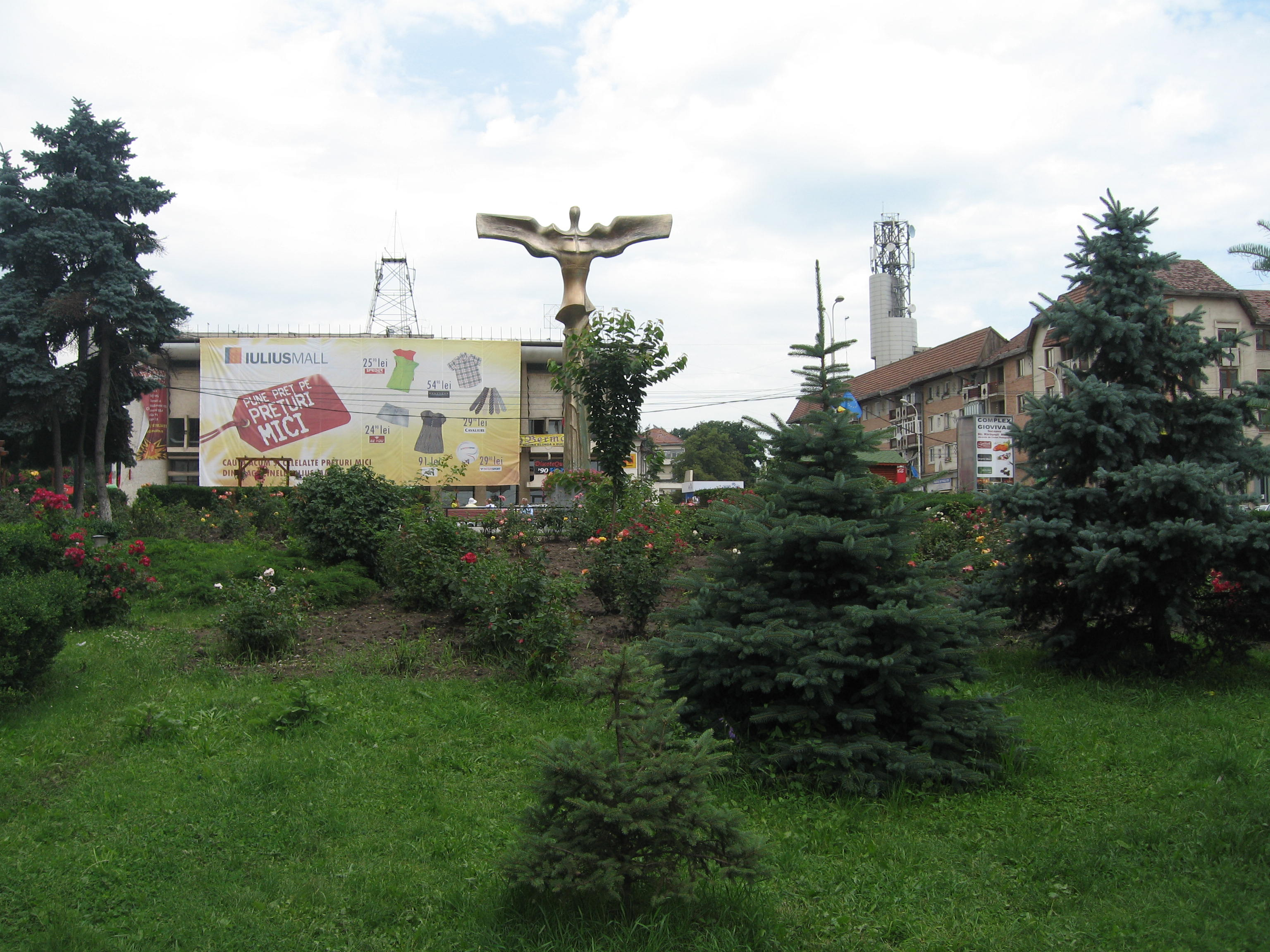
Statuia „Bucovina înaripată” (în Piața 22 Decembrie)